# 企業站
企業地铁站（英語：Corporation MRT Station，代號JS5）是新加坡地鐵裕廊區域線上的車站，位于新加坡本岛裕廊西规划区。车站预计将于2027年启用。